# Jean-Baptiste Bénard
Pour les articles homonymes, voir Bénard.
Jean-Baptiste Bénard (1720-1789) est un artiste peintre français, connu pour ses scènes de genre, il est également sculpteur.

## Biographie
La vie de ce « petit maître de la peinture du XVIIIe siècle », également sculpteur, est encore mal documentée ; sa production semble abondante.
Bénard — ou, selon certaines graphies, « Benard », « Besnard » —, est admis en 1750 à l'Académie de Saint-Luc de Paris comme professeur-adjoint. Ses premiers tableaux sont répertoriés à partir de l'année suivante. Il produit principalement des scènes de genre (paysages, familières, bambochades), assez proches de Nicolas Lancret ou Jean-Baptiste-Siméon Chardin, et qui vont connaître une certaine vogue, au point d'être reproduites en gravures, entre autres par Jacques-Philippe Le Bas et ses élèves, ainsi que quelques portraits.
Le musée de Clamecy possède une toile, Plaisirs champêtres, qui lui est attribuée.

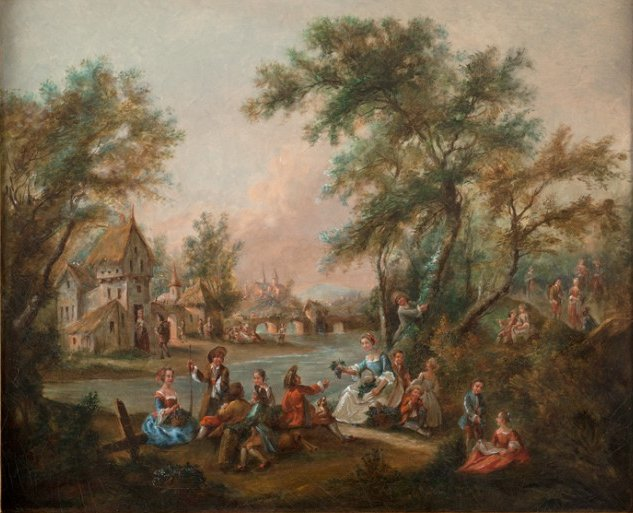
Scène champêtre
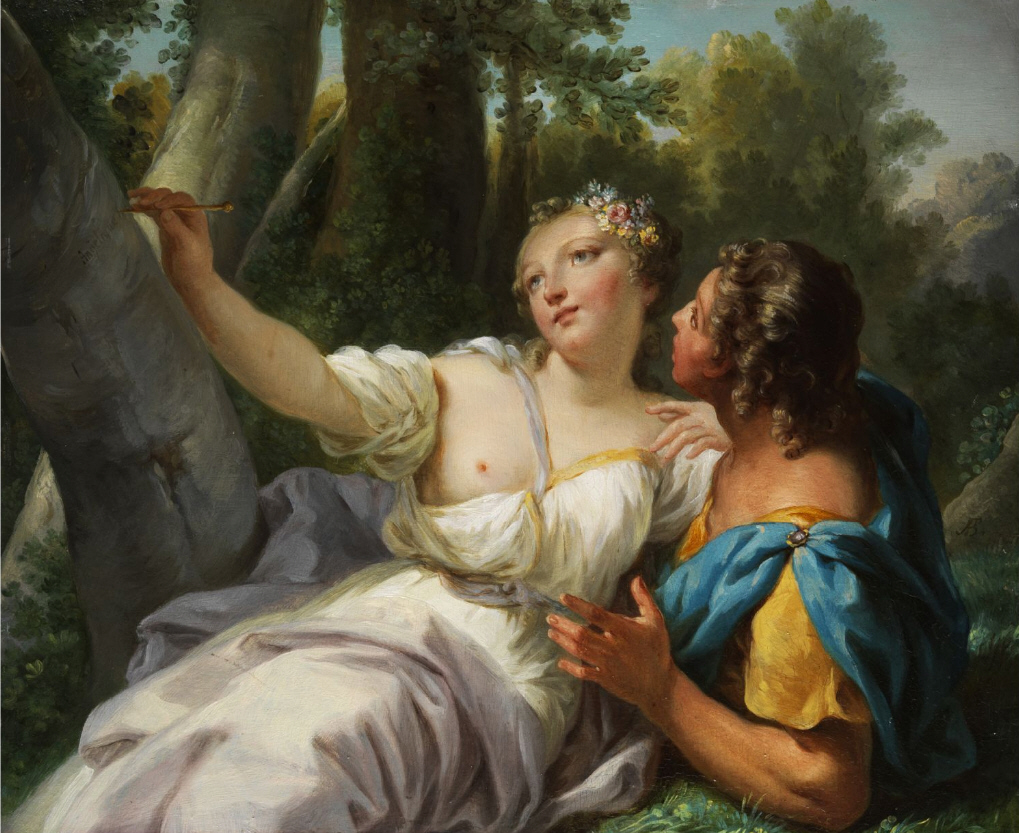
Angelica et Medoro
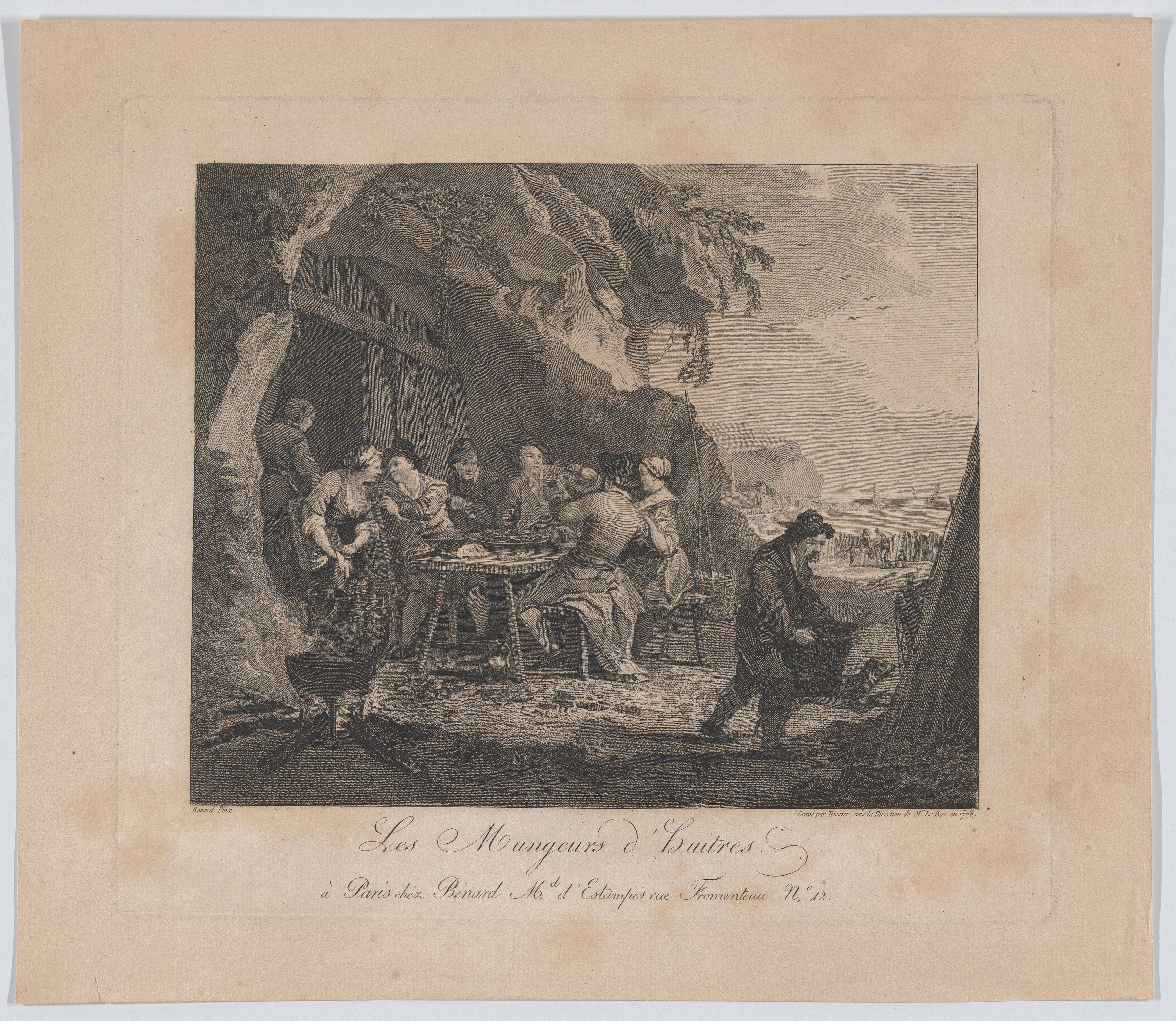
Les Mangeurs d'huîtres, gravure (1778) de G. Texier et Jacques-Philippe Le Bas, MET.